# جون ماكدونالد (سياسي)
جون ماكدونالد (بالإنجليزية: John MacDonald)‏ هو سياسي نيوزلندي وأسترالي، ولد في 14 فبراير 1880 في نيوزيلندا، وتوفي في 17 أغسطس 1937 في أستراليا. حزبياً، نشط في حزب العمال الأسترالي. وقد انتخب عضو مجلس الشيوخ الأسترالي ‏ عن دائرة كوينزلاند (1 يوليو 1932 – 17 أغسطس 1937) وانتخب عضو مجلس الشيوخ الأسترالي ‏ عن دائرة كوينزلاند (1 أغسطس 1928 – 16 نوفمبر 1928) وانتخب عضو مجلس الشيوخ الأسترالي ‏ عن دائرة كوينزلاند (26 مايو 1922 – 15 ديسمبر 1922).